# Алескерова Шамама Мамедівна
Шамама Мамедівна Алескерова (азерб. Şamama Məmməd qızı Ələsgərova; 8 березня 1904, Еривань — 2 квітня 1977, Баку) — радянський азербайджанський лікар-гінеколог, Герой Соціалістичної Праці (1969).

## Біографія
Народилася 8 березня 1904 року в місті Еривань Ериванської губернії (нині Єреван, Вірменія).
Почала трудову діяльність ординатором в 1941 році у військовому госпіталі. Пізніше завідувач відділенням у цьому ж госпіталі. До 1945 року також працювала у відділі кадрів Наркомату охорони здоров'я Азербайджанської РСР. З 1945 року по 1977 рік головний лікар Пологового будинку № 5 міста Баку імені Крупської. За час керівництва Алескерової пологовий будинок № 5 став одним із зразкових терапевтично-профілактичних установ республіки. Проводила дослідження за темами охорони здоров'я матері і дитини, а також лікування та профілактика гінекологічних захворювань. Активно боролася з поширенням малярії і гельмінтозу в Азербайджані.
Указом Президії Верховної Ради СРСР від 4 лютого 1969 року за значні заслуги в галузі охорони здоров'я радянського народу Алескеровій Шамамі Мамедівні присвоєно звання Героя Соціалістичної Праці з врученням ордена Леніна і золотої медалі «Серп і Молот».
Заслужений лікар Азербайджанської РСР (1960). Відмінник охорони здоров'я (1958).
Депутат Верховної Ради Азербайджанської РСР 9-го скликання.
Померла 2 квітня 1977 року в місті Баку. Похована на Алеї почесного поховання.
У 1996 році пологовому будинку № 5 міста Баку присвоєно ім'я Шамами Алескерової.